# Taeniogyrus furcipraeditus
Taeniogyrus furcipraeditus is een zeekomkommer uit de familie Chiridotidae.
De wetenschappelijke naam van de soort werd in 1972 gepubliceerd door L. v. Salvini-Plawen.